# Зміна долі
«Зміна долі» — радянський художній фільм 1987 року, знятий режисером Кірою Муратовою на Одеській кіностудії.

## Сюжет
За мотивами оповідання С. Моема «Записка». Адвокат готується захищати у суді Марію, тридцятирічну дружину плантатора Філіпа, звинувачену у вбивстві друга родини Олександра. Згідно зі свідченнями жінки, вона вчинила вбивство, захищаючись від грубого насильства з боку цієї молодої людини, яка без запрошення з'явилася до її дому, і скориставшись відсутністю чоловіка, намагався посягнути на її честь. Адвокат упевнений, що суд виправдає його клієнтку. Несподівано він стає відомо про існування записки, яка свідчить проти звинуваченої. З неї випливає, що в день вбивства Марія благала Олександра про зустріч і повідомляла, що чоловіка цього дня не буде вдома. Власниця записки — китаянка, кохана Олександра, згодна продати документ за велику суму грошей. Оцінивши небезпеку, адвокат умовляє Філіпа закласти статки та викупити папір. Суд виносить виправдувальний договір. Цього ж дня, не винісши обману, Філіп кінчає життя самогубством. Повернувшись додому, і ще не знаючи про нову біду, Марія зізнається адвокату в багаторічному зв'язку з Олександром і в тому, що вбила його у нападі ревнощів.

## У ролях
- Наталія Лебле — Марія, дружина плантатора Пилипа
- Юрій Шликов — адвокат
- Володимир Карасьов — Філіп
- Леонід Кудряшов — Олександр
- Умірзак Шманов — клерк
- Оксана Шлапак — вихованка
- Людмила Войнова-Крутікова — роль другого плану
- Володимир Дмитрієв — роль другого плану
- О. Кадирова — роль другого плану
- Галина Касперович — роль другого плану
- Алла Майкова — подруга
- Микола Семенов — наглядач
- Гані Агзамов — доглядач
- Віктор Аристов — епізод
- Тамара Вікторова — епізод
- В'ячеслав Шликов — епізод
- В. Денис — епізод
- А. Денисов — епізод
- В. Єгай — епізод
- Володимир Жариков — людина в палаючому капелюсі
- Саїдмурад Зіяутдінов — епізод
- А. Каюмов — епізод
- Кім-Ен-Дін — епізод
- Леонід Кушнір — начальник в'язниці
- Рифат Мусін — епізод
- Нажмеддін Мухітдінов — епізод
- С. Поліщук — епізод
- Наталія Раллєва — епізод
- Євген Рахманін — епізод
- Учкун Рахманов — епізод
- Е. Трубін — епізод
- Х. Суренхорлоогійн — епізод
- Марк Толмачов — епізод
- Ольга Фіала — епізод
- Н. Чаймардаани — епізод
- Олег Хомяков — епізод
- Л. Цой — епізод
- Віктор Черненко — епізод

## Знімальна група
- Сценарист і режисер-постановник: Кіра Муратова
- Оператор-постановник: Валерій Мюльгаут
- Художники-постановники: Олег Іванов, Умірзак Шманов
- Режисер монтажу: Валентина Олійник
- Режисер: Надія Попова
- Звукооператор: Ігор Скіндер
- Оператор: Володимир Гагкаєв
- Художник по гриму: Світлана Кучерявенко
- Художник по костюмах: Ю. Бєломлинська
- Декоратор: Євген Голубенко
- Редактор: Неллі Некрасова
- Директор картини: Вольдемар Дмитрієв